# Hemiceras panamensis
Hemiceras panamensis är en fjärilsart som beskrevs av Max Wilhelm Karl Draudt 1933. Hemiceras panamensis ingår i släktet Hemiceras och familjen tandspinnare. Inga underarter finns listade i Catalogue of Life.